# Amphiporus nelsoni
Amphiporus nelsoni är en djurart som tillhör fylumet slemmaskar, och som beskrevs av Evangelina A. Sánchez 1973. Amphiporus nelsoni ingår i släktet Amphiporus och familjen Amphiporidae. Inga underarter finns listade i Catalogue of Life.